# Pedro Fernández (músic)
Pedro Fernández (Andalusia, 150? - 1588) fou un músic espanyol.
Desenvolupà durant molts anys el càrrec de mestre de capella de la catedral sevillana, i degué ser tant destacat el seu talent, que l'insigne Francisco Guerrero, el seu successor, l'anomenava el maestro de los maestros españoles.
No es conserven de Fernández més que alguns motets, que per la seva correcció i depurat estil, justifiquen la fama de què gaudeix.